# Krigsåret 1877

## Pågående krig
- Rysk-turkiska kriget (1877-1878)[1]
  - Ryssland, Serbien, Rumänien, Montenegro, Bulgarien på ena sidan.
  - Osmanska riket på andra sidan.

## Händelser

### Juli
- 17-19 Ryssland besegrar Osmanska riket i slaget vid Sjipkapasset.

### Fotnoter
1. ↑  ”World Statesmen”. http://www.worldstatesmen.org/WARS.html. Läst 28 juni 2011.